# امامت عمان
امامت عمان به حکومتی تاریخی در کرانه‌های کشور عمان (عربی: عُمَان ٱلْوُسْطَی) در کوه‌های الحجر اشاره دارد. پایتخت امامت از دید تاریخی میان رستاق و نزوی تغییر می‌کرد. قلمرو امامت از شمال به عبری و در جنوب تا منطقه الشرقیه و کویر وهیبه ادامه داشت. همچنین از خاور به کوه‌های الحجر و از باختر به صحرای ربع الخالی محدود بود. رشته‌کوه حجر امامت عمان را از سلطنت مسقط جدا می‌کرد. امامِ برگزیده (حاکم) در پایتخت اقامت داشت و ولَیس (فرمانداران) نماینده امامت در مناطق گوناگون آن بود.
امامت عمان، مانند سلطنت مسقط، از سوی اباضیه اداره می‌شد. امامان نمایندگی معنوی و هم غیرمعنوی را در منطقه داشتند. امامت یک سامانه فرمانروایی با دیرینگی ۱۲۰۰ ساله است که از سوی پیشوایان مذهبی اباضیه عمان رهبری می‌شد و بر اساس شریعت اسلامی بنیاد شده بود. سامانه امامت باورمند است که باید فرمانروا «برگزیده» شود. امام به عنوان رئیس جامعه در نظر گرفته می‌شود اما قبیله گرایی که بخشی از جامعه عمانی است، شکل غیرمتمرکز فرمانروایی را تشویق می‌کند که به ماندگار شدن همبستگی سیاسی میان عمانی‌ها کمک می‌کند. امامت یک سیستم حکومتی را تنظیم کرد که در آن فرمانروا نباید قدرت سیاسی و نظامی مطلق داشته باشد. بلکه قدرت باید با فرمانداران محلی تقسیم شود برای جلوگیری از تهدیدهای محلی یا خارجی امامت، امام ناچار بود پشتیبانی جوامع محلی و قبایل را گرد آورد تا نیرویی را برای نبرد برای هدفی ویژه پدیدآورد. امام برای پاسداری از ثبات سیاسی در هنگام بروز اختلافات به درک ژرف از سیاست قبیله ای و تیزبینی سیاسی نیاز داشت.